# Brazo de Plata
José Luis Alvarado Nieves, mer känd under sina artistnamn Brazo de Plata och Super Porky, född 19 mars 1963 i Mexico City, död 26 juli 2021 i Mexico City, var en mexikansk fribrottare (luchador). Brazo de Plata gestaltade en tecnico, det vill säga en god karaktär. 
Han hade under många år brottats i Mexikos äldsta fribrottningsförbund Consejo Mundial de Lucha Libre, vanligtvis förkortat som "CMLL". 
Brazo de Plata var som många andra mexikanska fribrottare under en mask när han brottades, vilket är vanligt inom Lucha libre. Han förlorade dock sin mask i en insatsmatch, en så kallad Lucha de apuestas.